# L'era del cinghiale bianco
| Recensione              | Giudizio |
| ----------------------- | -------- |
| Dizionario del pop-rock |          |

L'era del cinghiale bianco è il nono album discografico del cantautore italiano Franco Battiato pubblicato dall'etichetta EMI Italiana il 10 settembre 1979. È l'album che segna il passaggio del musicista siciliano alla new wave e al pop, dopo il periodo sperimentale iniziato nel 1972. L'album vendette 150000 copie in Italia.

## Antefatti
La seconda metà degli anni '70 fu caratterizzata per Battiato da una fase dedicata in particolar modo allo studio e alla sperimentazione vocale e sonora. La conoscenza di Karlheinz Stockhausen lo spinse inoltre all'apprendimento di nozioni in ambito di composizione, armonia e solfeggio. Saltuariamente, però, Battiato si occupò, assieme a Giusto Pio, di curare gli arrangiamenti di composizioni di musica leggera, tra cui il 45 giri Pop star/La solfa del destino di Ombretta Colli, senza comparire nei crediti, e i 33 giri Come barchette dentro un tram di Alfredo Cohen e Polli di allevamento di Giorgio Gaber.
Nel 1978 avvenne un ulteriore riavvicinamento di Battiato alla musica leggera. Pubblicò infatti a nome Astra il singolo Adieu/San Marco. Per la promozione del 45 giri, l'autore siciliano non volle comparire direttamente e fu Stefano Pio, figlio del collaboratore e violinista Giusto Pio, a prestare la sua immagine comparendo sulla copertina del disco e promuovendo il disco in qualche apparizione televisiva. Adieu/San Marco ebbe un riscontro di vendite molto modesto, ma segnò un primo ritorno di Battiato al formato della canzone.
Battiato decise quindi, da un lato per la necessità di distaccarsi dalla musica sperimentale, dall'altro per scommessa, ritenendosi capace di scrivere canzoni di successo di musica pop, di incidere di nuovo un album di musica leggera. Rescisse quindi il contratto con la Dischi Ricordi e, tramite il produttore Angelo Carrara, si concretizzò il suo passaggio alla EMI.

## Registrazione
Le registrazioni del disco iniziarono nel corso del 1979. Una prima versione acustica venne presentata alla EMI, che rimase insoddisfatta della qualità del suono e dell'esecuzione.
Si diede quindi luogo a una seconda registrazione, che venne effettuata presso lo studio del chitarrista Alberto Radius e registrate e mixate da Enzo "Titti" Denna. Vennero poi chiamati a collaborare il batterista Tullio De Piscopo e il bassista Julius Farmer. Il nuovo gruppo rifinì quindi le precedenti registrazioni e inserì le nuove parti, giungendo a terminare il lavoro all'inizio dell'autunno del 1979.

## Descrizione
Il disco ebbe un riscontro di vendite ancora modesto, se comparato all'enorme successo che avrebbero ottenuto i suoi lavori degli anni ottanta, ma maggiore rispetto ai precedenti dischi. La sua title track è tuttora considerata uno dei suoi brani più celebri. Strade dell'est risente ancora del periodo sperimentale ed è dominata da un lungo solo di chitarra elettrica. Il re del mondo fu riproposto in una nuova veste nell'album Mondi lontanissimi. Luna indiana, brano strumentale dove Battiato si limita ad alcuni vocalizzi, fu cantato da Alice nel suo album Gioielli rubati con un testo inedito; nello stesso disco è presente anche una sua versione de Il re del mondo.
Il 19 luglio 2019 è uscita un'edizione per commemorare il quarantesimo anniversario dell'album. In essa sono state inserite, insieme ad altre bonus track, tre versioni preliminari delle canzoni Strade dell'est, Il re del mondo e Stranizza d'amuri. La copertina è stata rivisitata da Francesco Messina che ha aggiunto al centro una fotografia di Battiato del periodo, rendendola simile a quella del 45 giri L'era del cinghiale bianco/Luna indiana.

## Le canzoni

### L'era del cinghiale bianco
Nonostante l'album non sia entrato in classifica all'epoca, col tempo la canzone è diventata un pezzo forte del repertorio di Battiato.
Nell'album Nomadas (1987), in cui Battiato ha raccolto alcuni suoi vecchi successi riscritti in spagnolo, c'era anche La era del jabalí blanco.
Durante un tour attraverso Italia, Francia e Spagna Battiato ha registrato una versione live del brano e l'ha inserita nel suo primo album dal vivo Giubbe rosse (1989). Un'ulteriore versione dal vivo è stata inserita nell'album Unprotected (1994). Entrambe queste versioni sono state inserite nella raccolta in due CD Battiato Live Collection (1996).
È evidente, in questa come in altre canzoni dell'album (Il re del mondo e Magic Shop), l'influsso delle letture di René Guénon. In un saggio di questi infatti, Su due simboli iperborei, apparso sulla rivista del Gruppo di Ur del 1929, e incorporato in una raccolta successiva, Simboli della Scienza sacra (1962), l'esoterista francese analizza la figura del cinghiale, tracciando un parallelo fra la mitologia dei Celti (presso i quali era un animale sacro, simbolo dell'autorità spirituale, contrapposto all'orso, emblema del potere temporale) e la tradizione Indù, secondo cui il cinghiale (varāha), oltre a essere il terzo dei dieci avatar di Visnù, rappresenta la Shwêta-varâha-Kalpa ovvero era (o ciclo cosmico) del cinghiale bianco.
È un'età mitologica e magica, durante la quale ogni uomo raggiunge la conoscenza assoluta in senso spirituale. Probabilmente quando Battiato pensò al nome "cinghiale bianco" deve aver pensato alla figura emblematica di Riccardo III, re di Inghilterra, che scelse come suo emblema proprio questo animale di colore bianco.

### Magic Shop
Parla del movimento New Age e della deriva di tutti i movimenti spirituali, comprese le religioni, verso il consumismo e la commercializzazione.
Nel testo del brano, Battiato esplora tematiche esoteriche, tra cui il concetto di "corpo astrale". Una delle frasi più emblematiche della canzone è: “una signora vende corpi astrali”, un'espressione che mescola ironia e critica sociale. Con questa frase, Battiato denuncia il consumismo dilagante, caratterizzato da contraddizioni e superficialità, e al contempo introduce un concetto esoterico. Il "corpo astrale", secondo l'insegnamento del filosofo e mistico armeno-georgiano Georges Ivanovich Gurdjieff, è un elemento immateriale che si unisce al corpo fisico nell'ambito di una concezione dell'essere umano che prevede vari "corpi" o livelli di esistenza. Gurdjieff descrive il corpo astrale come un "corpo composto da elementi del "mondo planetario", in grado di sopravvivere alla morte del corpo fisico. Questo corpo astrale rappresenta, dunque, una sorta di "secondo corpo" (spesso identificato con l'anima), che si inserisce in una scala che include il corpo fisico, quello astrale, quello mentale e, infine, il corpo causale, ognuno dei quali appartiene a un diverso piano dell'esistenza umana. La riflessione di Battiato, pur immersa in un contesto di critica verso le dinamiche sociali consumistiche, invita anche a una riflessione sulla dimensione spirituale e trascendentale dell'essere umano, esplorando la possibilità che esistano realtà parallele o superiori rispetto alla mera esistenza fisica.
Negli ultimi anni l'autore ha modificato il testo, eliminando i versi finali da «Eterna è tutta l'arte dei Musei...» fino a «...rubriche aperte sui peli del Papa».
Il brano è stato ripreso nel live Last Summer Dance e nella raccolta The Platinum Collection 2.

### Il re del mondo
Nel 1985 Battiato ripropone la canzone nell'album Mondi lontanissimi in versione riarrangiata, mantenendo il testo invariato. Inoltre il brano conta una versione registrata dal vivo pubblicata in Unprotected del 1994 e una versione in inglese, inserita in Echoes of Sufi Dances del 1985. Nello stesso anno Alice ne inserisce una cover nell'album Gioielli rubati, mentre Giuni Russo ne fornisce un'interpretazione dal vivo in Voce prigioniera (1998).
Il re del mondo si rifà alla sfera degli antichi miti esoterici e tratta delle illusioni che l'uomo comune si fa durante la sua esistenza, spinto da qualcosa di superiore che incatena tutti in un unico sistema e spegne l'individualità. Il re del mondo è anche il titolo di un'opera del 1927 di René Guénon, scrittore già citato da Battiato nella canzone Magic Shop, mentre il riferimento alle danze sufi è ai dervisci danzanti e a Gurdjieff.
Per Guénon, autore pienamente votato all'esoterismo, il Re del Mondo risiede nel centro spirituale del mondo, l'Agarthi, e con i suoi adepti forma una setta di esseri spiritualmente migliori, la quale regge le sorti del mondo e protegge gli ignari uomini. Il controllo di queste entità superiori però toglie all'uomo il libero arbitrio, la possibilità di trovare la retta via attraverso i mezzi che reputa più opportuni. Così da protettore e osservatore il Re del Mondo diventa invece entità negativa per l'uomo, che viene reso prigioniero e privato della possibilità di cercare la redenzione.

## Tracce
Testi di Franco Battiato; musiche e arrangiamenti di Franco Battiato e Giusto Pio.
Lato A
1. L'era del cinghiale bianco – 4:14
2. Magic Shop – 4:11
3. Strade dell'est – 4:18
4. Luna indiana – 3:30

Durata totale: 16:13
Lato B
1. Il re del mondo – 5:33
2. Pasqua etiope – 4:25
3. Stranizza d'amuri – 5:10

Durata totale: 15:08

### 40th Anniversary Edition
1. L'era del cinghiale bianco – 4:17
2. Magic Shop – 4:14
3. Strade dell'est – 4:20
4. Luna indiana – 3:34
5. Il re del mondo – 5:38
6. Pasqua etiope – 4:29
7. Stranizza d'amuri – 5:14
8. Strade dell'est (Demo Version) – 6:03
9. Il re del mondo (Demo Version) – 5:30
10. Stranizza d'amuri (Demo Version) – 5:08
11. La era del jabalí blanco (da Nomadas) – 3:48
12. The King of the World (da Echoes of Sufi Dances) – 3:29
13. Stranizza d'amuri (live) (da Unprotected) – 2:34
14. Strade dell'est (live) (da Unprotected) – 2:33
15. Il re del mondo (live) (da Concerto di Baghdad) – 3:29
16. L'era del cinghiale bianco (live) (da Giubbe rosse) – 3:44

Durata totale: 68:04

## Formazione
- Franco Battiato – voce
- Giusto Pio – violino
- Alberto Radius – chitarra
- Roberto Colombo – tastiera
- Julius Farmer – basso
- Tullio De Piscopo – batteria, percussioni
- Antonio Ballista – tastiera
- Luna indiana è eseguita dal duo pianistico Danilo Lorenzini e Michele Fedrigotti